# John Reardon (baritono)
John Reardon (New York, 8 aprile 1930 – Sante Fe, 16 aprile 1988) è stato un baritono statunitense.
Attivo prevalentemente sulle scene newyorchesi, nel corso della sua carriera cantò nelle prime assolute (o nazionali) di opere di Thomas Pasatieri, Gian Carlo Menotti, Hans Werner Henze, Lee Hoiby, Dmitrij Dmitrievič Šostakovič, Paul Hindemith e Gottfried von Einem.

## Biografia
Nato e cresciuto a New York, studiò al Rollins College, laureandosi nel 1952, e perfezionò gli studi canori con Margaret Harshaw e Martial Singher. Nel 1954 fece il suo debutto con la New York City Opera come Falke ne Il pipistrello. Nello stesso anno esordì a Broadway in La santa di Becker Street. Avrebbe continuato ad apparire regolarmente con la NYCO fino al 1972, quando il suo repertorio annoverava oltre una trentina di ruoli; avrebbe cantato nuovamente con la compagnia nel 1983 come Danile ne La vedova allegra. Per la NYCO cantò sia in classici che in opere nuove, tra cui il debutto mondiale di Natalia Petrovna nel 1964 nel ruolo del co-protagonista. Nello stesso anno cantò nella prima italiana de L'ultimo selvaggio al Gran Teatro La Fenice nel ruolo di Abdul, tenne un recital a The Town Hall e Igor' Fëdorovič Stravinskij lo volle nel ruolo di Nick Shadow nell'incisione discografica de La carriera di un libertino da lui diretta per Sony. Nel 1972 cantò come Orfeo nell'opera di Monteverdi alla Carnegie Hall e nella prima newyorkese di Summer and Smoke nel ruolo del protagonista maschile John.
Sempre sulle scene newyorchesi, cantò regolarmente al Metropolitan Opera House tra il 1965 al 1977. Vi esordì il 28 settembre 1965 come Tomskij  ne La dama di picche e nel corso della sua prima stagione al Met cantò anche nei ruoli di Mandryka in Arabella e del Conte ne Le nozze di Figaro in occasione di una tournée parigina della compagnia al Teatro dell'Odéon. Con la compagnia cantò anche nei ruoli di Don Giovanni in Don Giovanni, Escamillo in Carmen, Eisenstein ne Il pipistrello, Orin nella prima assoluta di Il lutto si addice ad Elettra, Mercuzio in Romeo e Giulietta, Lescaut in Manon Lescaut, Albert in Eugenio Onegin (con Franco Corelli), Sharpless in Madama Butterfly, Taddeo ne L'italiana in Algeri, Belcore ne L'elisir d'amore (accanto al Nemorino di Luciano Pavarotti), Marcello ne La bohème e l'amministratore del mulino in Jenůfa. Diede il suo addio al Met il 6 aprile 1977 come Papageno ne Il flauto magico.
Fu molto attivo anche a Broadway e nel resto degli Stati Uniti. Nel 1959 fu Peleas in Pelléas et Mélisande a Washington, dove tornò nel 1977 per cantare alla prima di Songfest: A Cycle of American Poems for Six Singers and Orchestra al Kennedy Center. Nel 1960 esordì alla Santa Fe Opera come Nick ne La carriera di un libertino e vi tornò nel corso del decennio seguente a cantare come Scarpia in Tosca, Don Giovanni, Gianni Schicchi, Escamillo, Guglielmo in Così fan tutte, Urbain Grandier ne I diavoli di Loudun, Figaro ne Il barbiere di Siviglia, Her von Faninal ne Il cavaliere della rosa, il Conte ne Le nozze di Figaro, Jochanaan in Salomè e Dandini in Cenerentola. Nel 1971 esordì alla San Francisco Opera come dottor Schön in Lulu. Nel mondo dell'operetta era noto per il suo Hajj in Kismet, un ruolo che sostenne al Dorothy Chandler Pavilion di Los Angeles e allo Shaftesbury Theatre del West End londinese tra il 1975 e il 1976.
Rimase attivo sulle scene fino a poche settimane dalla morte: nel febbraio 1988 fu il Conte d'Almaviva ne Le nozze di Figaro con la Orchestra Filarmonica di Buffalo. Morì due mesi più tardi all'età di 58 anni per complicazioni legate all'AIDS.